# Свердловинний гідровидобуток

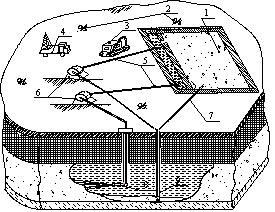
Гідравлічна схема свердловинного гідровидобутку: 1 — карта намиву; 2 — видобувні свердловини; 3 — трубоукладач; 4 — буровий станок; 5 — водопровід; 6 — насос; 7 — пульпопровід; 8 — гідромонітор; 9 — гідроелеватор.

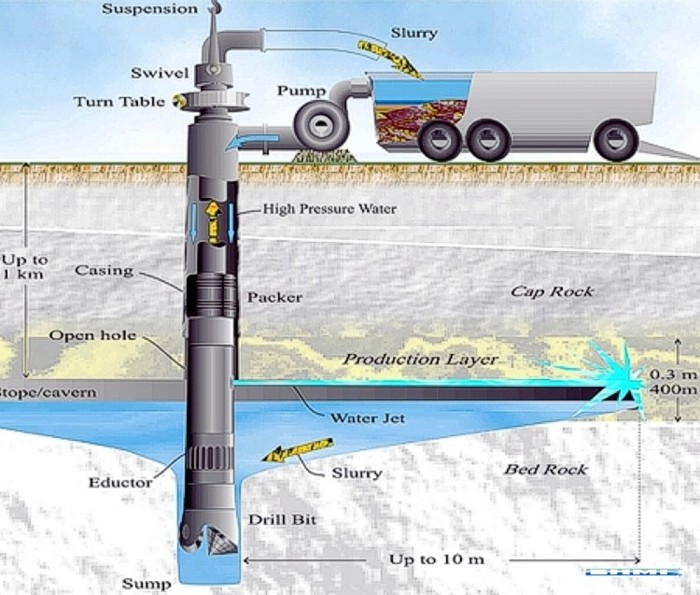
.

Свердловинний гідровидобуток (СГВ) (рос. скважинная гидродобыча (СГД), англ. well hydraulic  mining,  borehole hydraulic  mining (DHM); нім. hydraulische Bohrlochgewinnung f) — спосіб підземної гідравлічної розробки родовищ твердих корисних копалин, при якому вони переводяться на місці залягання в гідросуміш.

## Загальна характеристика
Основні технологічні процеси при СГВ: 
- розкриття родовищ за допомогою свердловин; 
- гідравлічне руйнування (розмив) напірним струменем води (в осушеному або затопленому очисному просторі), дезинтеграція гірських порід і утворення гідросуміші; 
- транспортування (самопливне або напірне) гідросуміші від вибою до пульпоприймальної свердловини (виробки); 
- підйом гідросуміші на поверхню; 
- збагачення; 
- складування хвостів збагачення; 
- прояснення оборотної води і водопостачання; 
- управління гірничим тиском.
Спосіб СГВ використовувався при розробці родовищ фосфоритів і пісків для скляної промисловості в 1960-х рр. у Польщі, розсипного золота в 1970-х рр. у Канаді. З 1970 в США серійно випускають установки СГВ, що використовуються для видобутку м'яких бокситових руд, нафтоносних пісковиків, урану. Вивчається можливість застосування цього методу для видобування вугілля
Свердловинний гідровидобуток може застосовуватися:
- як самостійний спосіб розробки родовищ;
- у комбінації з подальшим вилуговуванням підземним;
- для розвідки осадових і розсипних родовищ у складних гірничо-геологічних умовах, що дозволяють підвищити точність геолого-розвідувальних даних і підіймати великі технологічні проби (до 100 т і більше).

СГВ найбільш ефективний для розробки пухких гірських порід та слабозцементованих руд. Видобувним полігоном є частина родовища, підготовлена для експлуатації, тобто ділянка, що оббурена видобувними свердловинами і має під'їзні дороги та комунікації для постачання видобувним аґреґатам води, повітря, електроенергії, а також трубопроводів для транспортування гідросуміші.
Способи руйнування масиву руди в основному залежать від його міцності. Відрив частинок, пухких і слабозцементованих руд можна здійснювати створенням фільтраційного потоку з необхідною величиною гідравлічного ґрадієнта в пласті. Найдоцільніше руйнувати зв'язані породи гідромоніторним струменем води. Інтенсифікація процесу руйнування можлива дією вібрації, вибуху, хімічного або мікробіологічного розкладання цементуючої речовини.
Зруйнована руда доставляється до всасу насоса самопливом. Видача гідросуміші на поверхню здійснюється за допомогою гідроелеватора, ерліфта, землесоса або створенням протитиску води або повітря, що нагнітається в поклад.
Управління процесом видобутку здійснюється з поверхні шляхом зміни витрати і тиску робочих агентів, а також місць дії робочого агенту і відбору корисної копалини. Вибір параметрів технологічного процесу СГВ визначається геотехнологічною властивістю корисної копалини і фізико-геологічною обстановкою.
Метод свердловинного видобутку застосовується при розробці пісковиків, вапняків і тріщинуватих сланців, бокситів, нафтоносних пісковиків і урану при глибині розробки до 100 м.

## Окремі різновиди

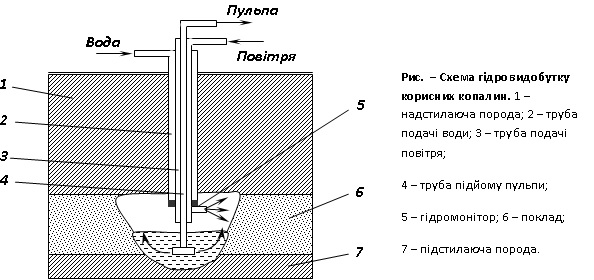
Рис. А

### Типова конструкція свердловини для гідровидобутку
Типова конструкція свердловини для гідровидобутку наведена на рис. А. Свердловину проводять через надстилаючі породи 1, розробляють поклад 6 і закінчують в підстилаючих породах 7, тобто в підстилаючих породах формують заглиблення для збору зруйнованої руди. У свердловину опускають став з трьох концентрично розташованих труб: для подачі води 2 і установлення гідромонітора 5; для подачі повітря 3; для підйому на поверхню пульпи 4.

Рис. В

Підвищити ефективність гідровидобутку можна шляхом удосконалення засобів руйнування або засобів підйому зруйнованої руди на поверхню.

### Конструкція з гнучким шлангом
На рис. В наведена удосконалена схема гідровидобутку корисних копалин гідромонітором 5, виконаним у вигляді гнучкого шланга з закріпленими на ньому шипами.

### Спосіб видобутку золотовмісних пісків з валунного розсипу

Рис. С

Оригінальний спосіб видобутку золотовмісних пісків з валунного розсипу в руслі ріки запропонований канадськими інженерами (рис. С). Під русло ріки 3 проводять горизонтальні гірничі виробки 7 з шахти 6. З горизонтальних виробок свердлять віялоподібні свердловини 1 і підсікають розсип 2.
Розмив і видачу пісків здійснюють через свердловини в горизонтальну виробку, звідки насосами 5 пульпа видається на поверхню.

Рис. D

### Комбінована технологія
Схема розробка родовища за комбінованою технологією наведена на рис. D. Родовище 4 розкрите стволом 1 і горизонтальними виробками 2. Руйнування руди і випуск пульпи здійснюють через віялоподібні свердловини, які проведені по покладу.
Руду, зруйновану гідромонітором 5, відкачують на поверхню. Робочі камери з метою підвищення вилучення можуть бути об’єднані в одну – загальну. В цьому випадку забезпечуються сприятливі умови для роботи гідромонітора 5, можна регулювати рівень пульпи в камері.

### Свердловинний гідровидобуток важкої нафти
Такий видобуток нафти разом з піском (метод «CHOPS» — Cold heavy oil production with sand) відбувається шляхом гідромоніторного руйнування слабосцементированного колектора і створення в пласті відповідних умов для течії суміші (пульпи) води, нафти і піску.
Коефіцієнт нафтовіддачі методу «CHOPS», як правило, не перевищує 10 %.